# アリ・デ・フォイス
アリ・デ・フォイス（Ary de Vois、1632年から1635年の間の生まれ、1680年7月に没）は、オランダ黄金時代の画家である。ライデンで働き人物画、風俗画などを描いた。

## 略歴
ライデンで生まれた。父親のアレウェイン・デ・フォイス(Alewijn de Vois: ?-1667)はユトレヒト生まれでライデンのピーテルス教会(Pieterskerk)のオルガン奏者を務めた人物で、弟のピーテル・デ・フォイス(Pieter Alewijnsz. de Vois II: 1647 - 1679)もオルガン奏者になった。
ユトレヒトに移りニコラウス・クニュプファー(c.1609-1655)の弟子になった。同時期のクニュプファーの弟子にはヤン・ステーン(1626-1679)がいる。その後ライデンに戻り、ライデンに1648年から住んでいたアブラハム・ファン・デン・テンペル(Abraham van den Tempel: c.1622-1672)の弟子になった。1653年にライデンの聖ルカ組合に入会し、1677年まで会費を払い、1662年から役員を務め、1664年と1667年の2回、組合長に選ばれた。
1656年に結婚した。18世紀初めに画家の伝記を出版したアルノルト・ホウブラーケン(1660-1719)によれば、結婚後、特にライデン近くのワルモントWarmond
に暮らしていた時期は釣りばかりして、絵をあまり書かなくなったが、その後ライデンに戻ってから多くの作品を描いたとされる。
ライデンで没した。

## 作品

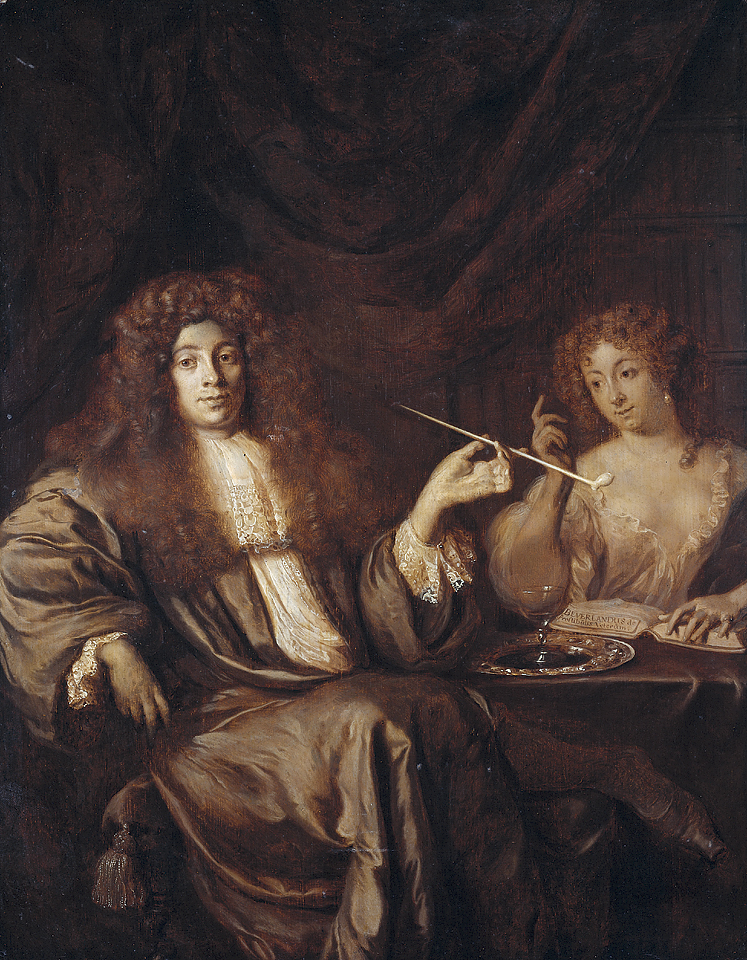
Adriaan van Beverland(学者)の肖像 アムステルダム国立美術館
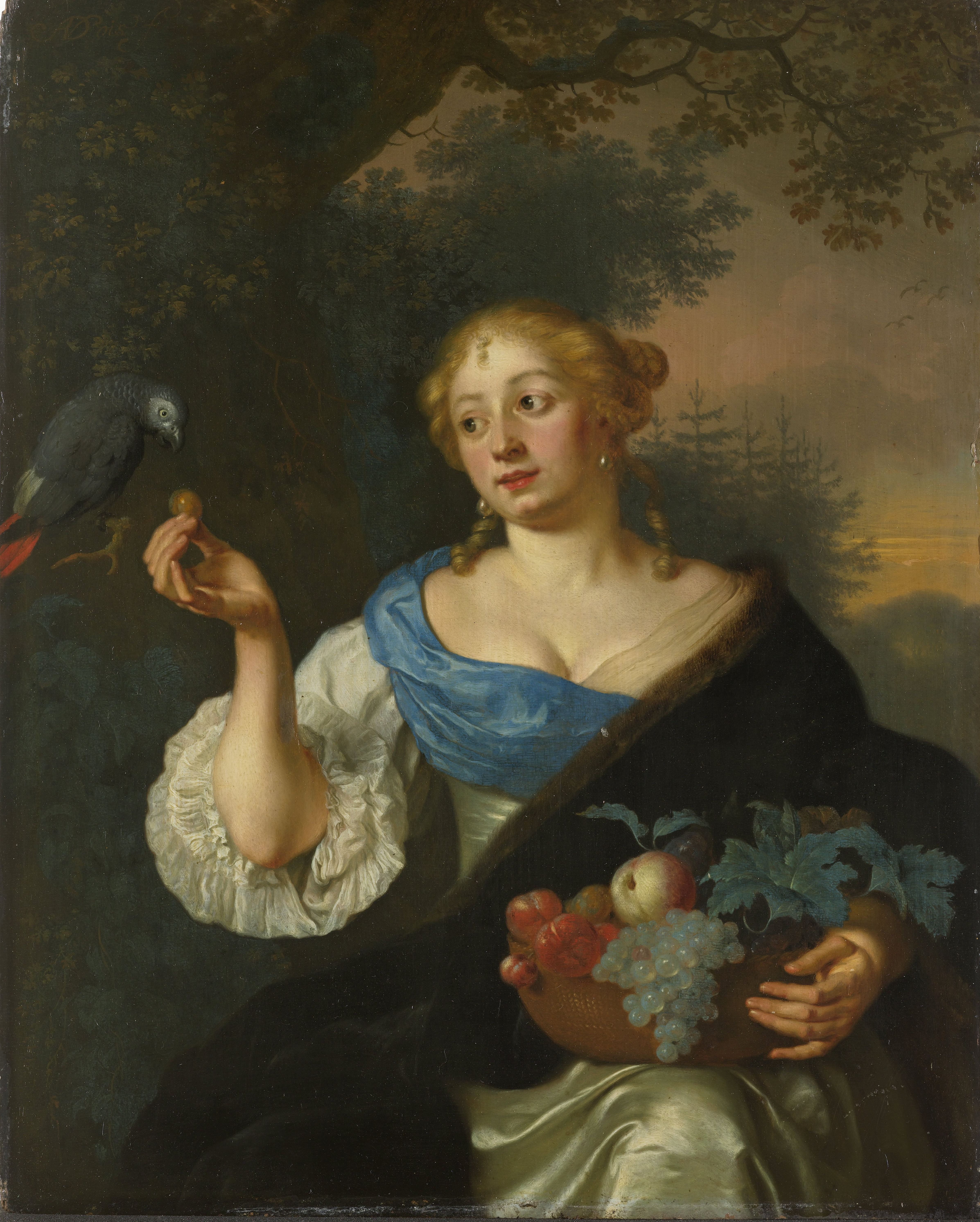
オウムを持つ若い女性　(1660/1680) アムステルダム国立美術館
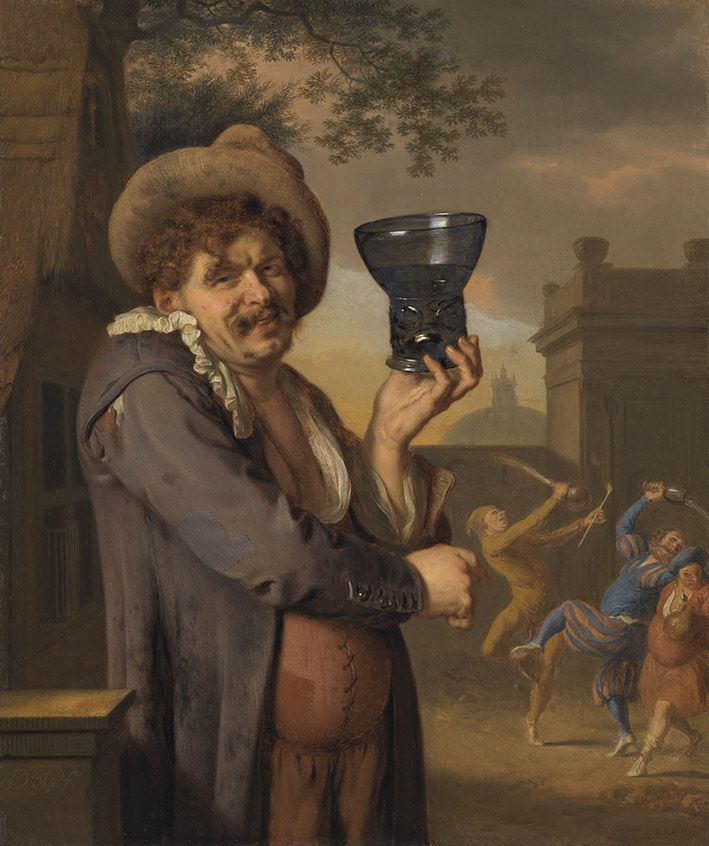
酒飲み
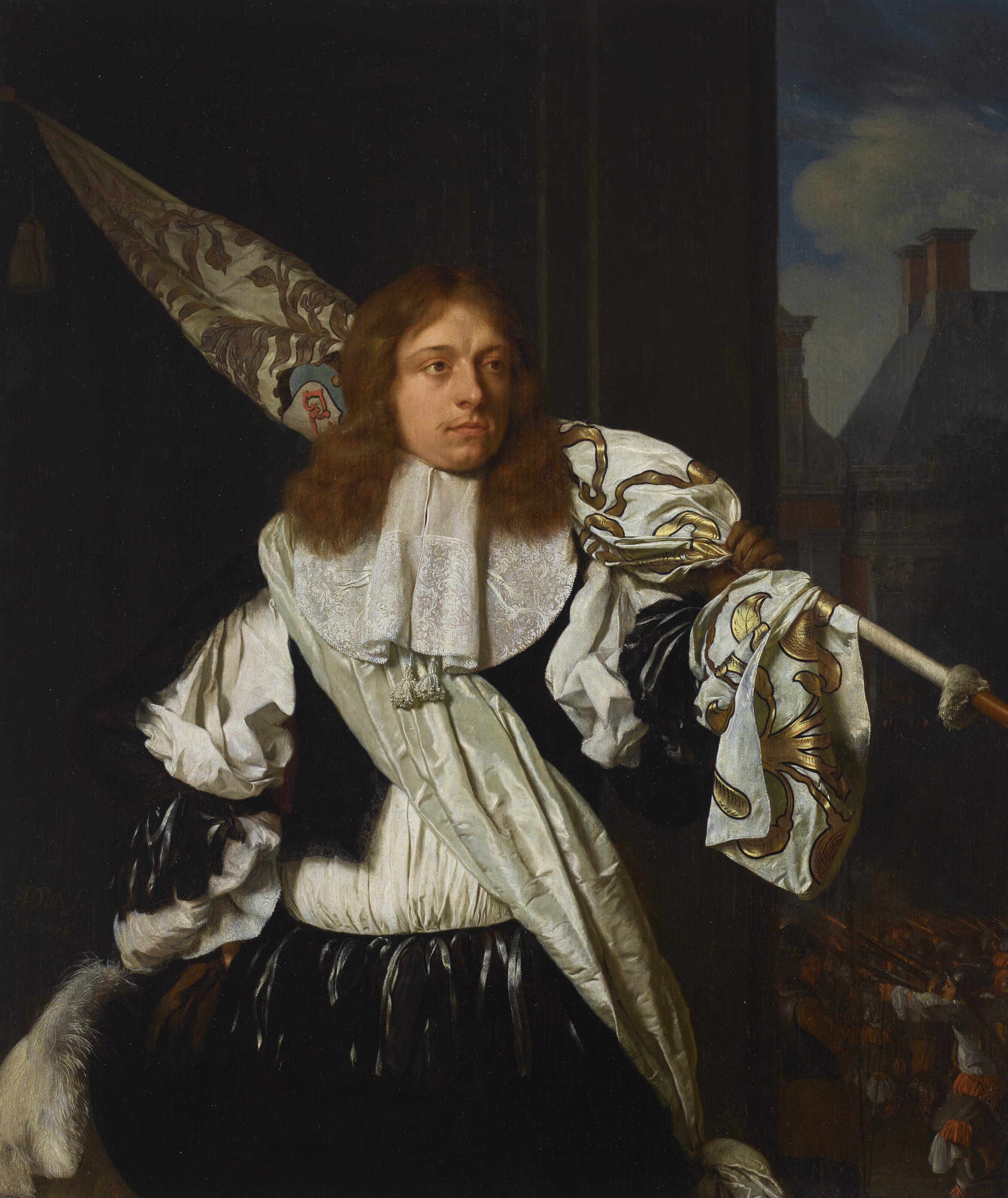
ライデンの民兵隊旗手の肖像画

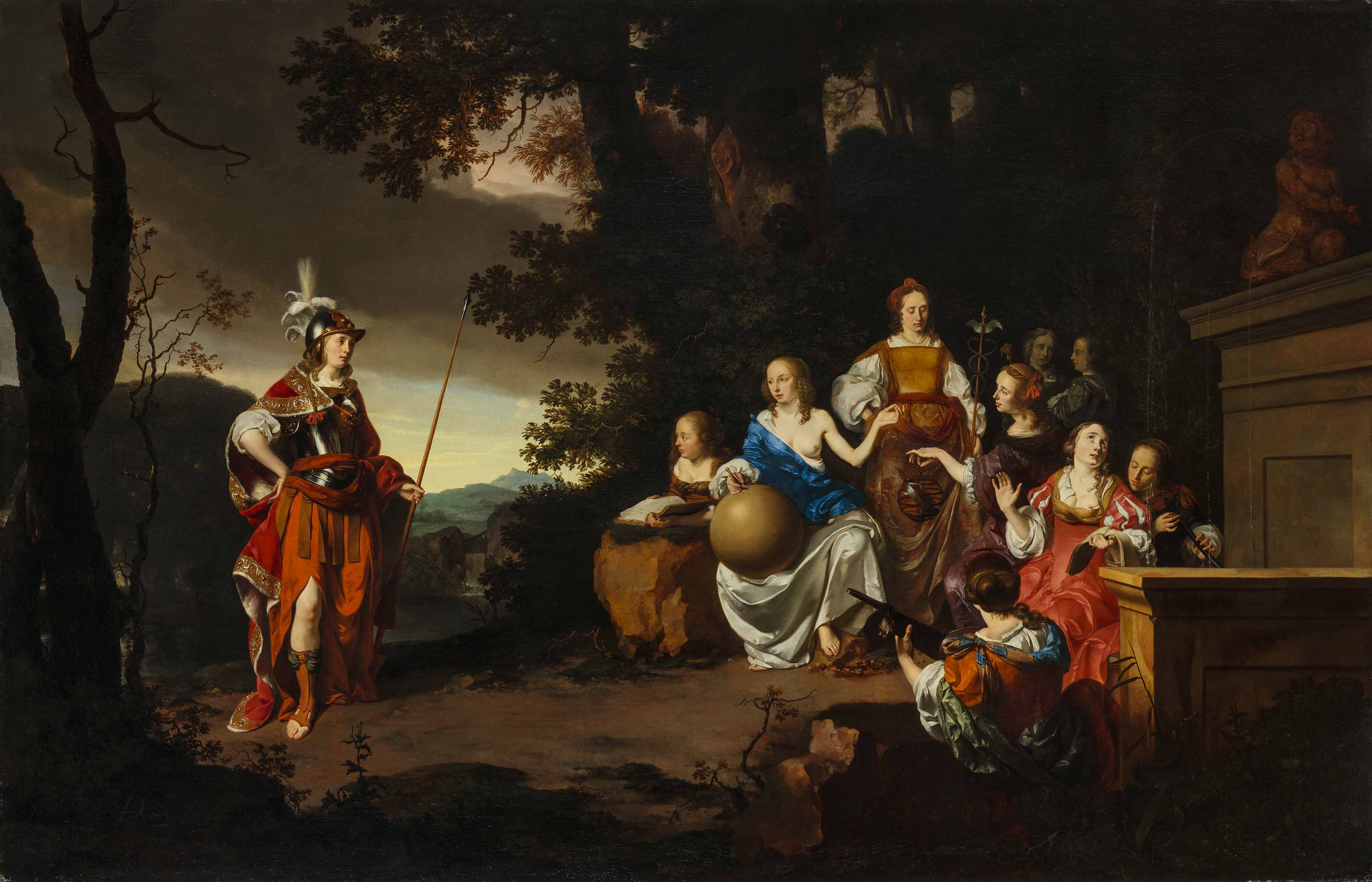
ミネルヴァと9人のミューズ (1662) トレド美術館
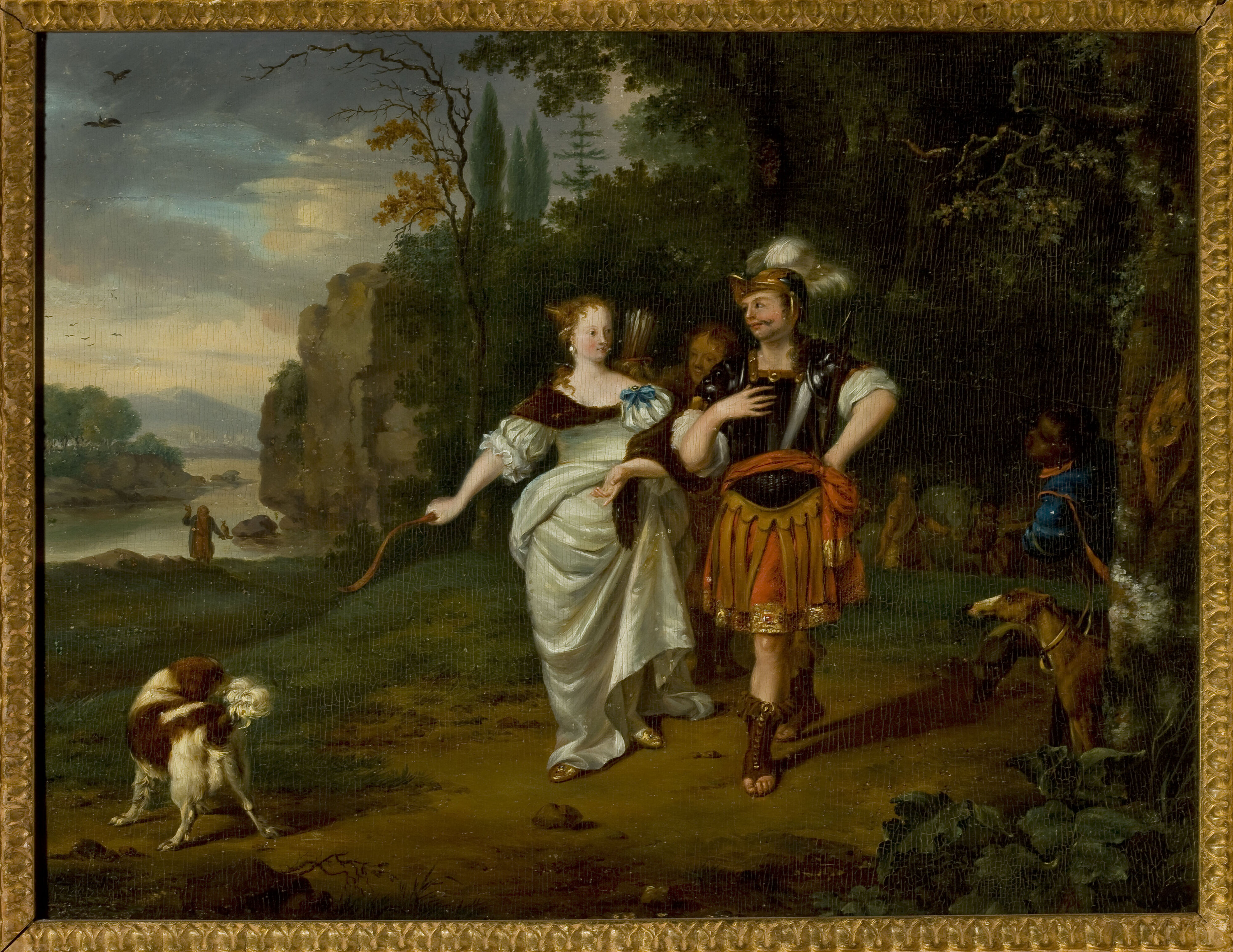
ディドとエネアス ワルシャワ国立美術館
ケパロスとエーオース (1675) スウェーデン国立美術館